# نبم کیمیااوغلو
نبم کیمیااوغلو (انگلیسی: Şebnem Kimyacıoğlu؛ زادهٔ ۱۴ ژوئن ۱۹۸۳) بازیکن بسکتبال اهل ایالات متحده آمریکا است.